# Mietvilla Reinickstraße 13

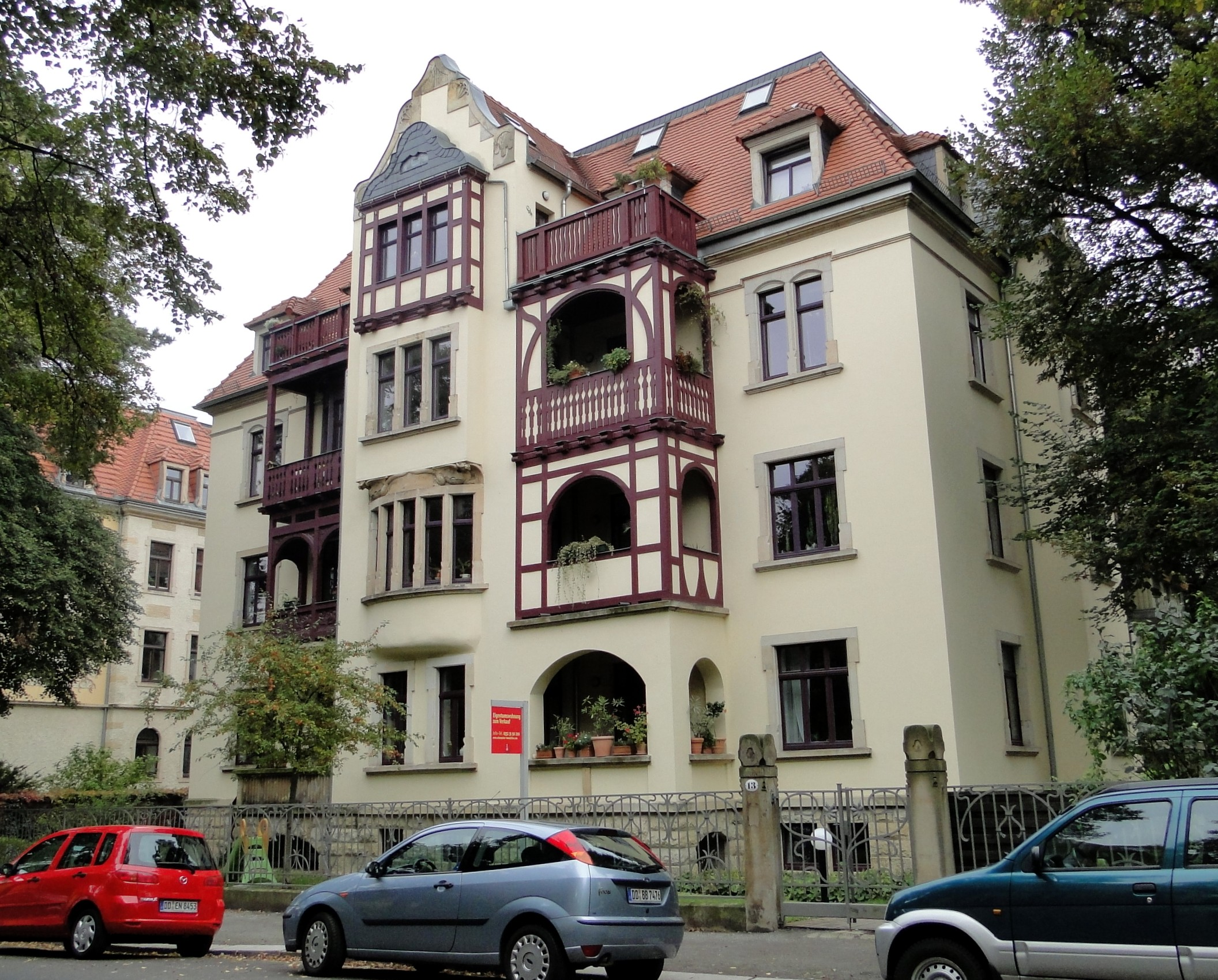
Mietvilla Reinickstraße 13

Die Mietvilla Reinickstraße 13 ist ein denkmalgeschütztes freistehendes Mehrfamilienwohnhaus an der nach dem Dichter und Maler Robert Reinick benannten Straße im Dresdner Stadtteil Striesen.
Das freistehende, dreigeschossige Gebäude mit ausgebautem Dachgeschoss wurde vor dem Jahre 1905 für den Maurermeister Gustav Reinhold Stelzig erbaut und mit Jugendstilelementen versehen. Bemerkenswert sind die bauplastischen Arbeiten am mittig angebrachten Risaliten. Dieser ist vier Geschosse hoch und hat Drillingsfenster. Die Loggien verfügen jeweils über ein bogig geführtes Fachwerk. Die sechsachsige Fassade wurde leicht asymmetrisch angelegt.